# Халаки
Халаки (Халапки, Халакки) — упразднённое село в Лакском районе Дагестана. На момент упразднения входило в состав Хулисминского сельсовета. Исключено из учётных данных в 1947 году.

## Географическое положение
Село располагалось в 9 км к юго-западу от районного центра — села Кумух и в 1 км к востоку от села Хулисма, на реке Бурши.

## История
По данным на 1926 год село Курхи состояло из 40 хозяйств, в административном отношении входило в состав Хулисминского сельсовета Лакского района. По данным на 1939 год село входило в состав Хулисминского сельсовета.
Все население в 1944 году переселено в село Банай-аул Ауховского района (ныне село Новолакское Новолакского района).
Постановлением ПВС ДАССР от 08.02.1947 года село Халаки ликвидировано в связи с переселением.

## Население
| Год       | 1895 | 1908 | 1926 | 1939 | 1944 |
| --------- | ---- | ---- | ---- | ---- | ---- |
| Население | 192  | 199  | 136  | 172  | 141  |

По переписи 1926 года, 100 % населения составляли лакцы.